# Wailea-Makena
Wailea-Makena és una concentració de població designada pel cens dels Estats Units a l'estat de Hawaii. Segons el cens del 2000 tenia 5.671 habitants.

## Demografia
Segons el cens del 2000, Wailea-Makena tenia 5.671 habitants, 2.520 habitatges, i 1.523 famílies La densitat de població era de 96,76 habitants per km².
Dels 2.520 habitatges en un 20,6% hi vivien nens de menys de 18 anys, en un 51,2% hi vivien parelles casades, en un 5,8% dones solteres, i en un 39,6% no eren unitats familiars. En el 26,2% dels habitatges hi vivien persones soles el 4,9% de les quals corresponia a persones de 65 anys o més que vivien soles. El nombre mitjà de persones vivint en cada habitatge era de 2,25 i el nombre mitjà de persones que vivien en cada família era de 2,68.
Per edats la població es repartia de la següent manera: un 16,7% tenia menys de 18 anys, un 4,9% entre 18 i 24, un 30,6% entre 25 i 44, un 34,0% de 45 a 64 i un 13,8% 65 anys o més.
L'edat mediana era de 43,9 anys. Per cada 100 dones hi havia 103,12 homes. Per cada 100 dones de 18 o més anys hi havia 102,88 homes.
La renda mediana per habitatge era de 56.806 $ i la renda mediana per família de 66.923 $. Els homes tenien una renda mediana de 36.788 $ mentre que les dones 30.884 $. La renda per capita de la població era de 35.342 $. Aproximadament el 5,8% de les famílies i el 6,6% de la població estaven per davall del llindar de pobresa.

## Poblacions més properes
El següent diagrama mostra les poblacions més properes.